# 諾布爾鎮區 (堪薩斯州馬歇爾縣)
諾布爾鎮區（英語：Noble Township）為美國堪薩斯州馬歇爾縣轄下的鎮區。2010年美国人口普查中此鎮區人口有195人。

## 地理
諾布爾鎮區涵蓋總面積為92.7平方（35.79平方英里），其中陸地面積為92平方（35.4平方英里），水域面積為1.0平方（0.39平方英里）或1.09%。海拔高度397（1,302英尺）。

## 人口統計
根據2010年美國人口普查，諾布爾鎮區人口有195人，其中男性有103人，女性有92人，人口密度為每平方公里2.1人，住房計125戶。鎮區內的白人有186人，非裔美國人有0人，美洲原住民有0人，亞裔美國人有2人，太平洋島裔美國人有0人，其他種族有0人，混血種族則有7人。此外鎮區內有6人為西班牙裔或拉丁裔美國人。此鎮區之年齡中位數為50.5歲，而男性年齡中位數為50.3歲，女性年齡中位數為53歲。

## 交通

### 主要公路
- 9號堪薩斯州州道